# 柯俊 (材料物理学家)
柯俊（1917年6月23日—2017年8月8日），男，祖籍浙江黄岩，生于吉林长春，中国材料物理学及科学技术史学家，中国金属物理、冶金史学科奠基人，北京科技大学教授，中国科学院院士。

## 生平
1938年毕业于武汉大学化学系，获学士学位。
1948年获英国伯明翰大学博士学位，从事合金中相变机理的研究，博士导师是金属学家汉森（D. Hanson）。
2017年8月8日上午7時30分左右在中日友好醫院病逝，享年101歲。

## 身后
根据生前遗愿，遗体被捐赠给母校武汉大学医学部作医学研究。

## 学术贡献
- 1951年，发现钢中贝茵体切变位移运动。[2]

## 荣誉
- 1980年当选为中国科学院院士（学部委员）。[3]
- 1984年获加拿大麦克马斯特大学荣誉理学博士学位。
- 1988年获英国萨里大学荣誉博士学位。

## 家庭
- 弟弟柯伟，金属腐蚀与防护专家，中国工程院院士。
- 弟媳李依依，冶金与金属材料科学家，中国科学院院士。[8]
- 妹妹柯若仪，心血管病专家，中国提出“心肌梗塞先兆”第一人。[9]
- 妹妹柯若俨，医师。[10]